# San Sebastián (Retalhuleu)
San Sebastián – miasto na południowym zachodzie Gwatemali, w departamencie Retalhuleu. Według danych szacunkowych z 2012 roku liczba mieszkańców wynosiła 24 611 osób. 
San Sebastián leży w odległości około 6 km na północny wschód od stolicy departamentu, miasta Retalhuleu. San Sebastián leży na wysokości 309 m n.p.m., u podnóża gór Sierra Madre de Chiapas.

## Gmina San Sebastián
Miejscowość jest siedzibą władz gminy o tej samej nazwie, która jest jedną z dziewięciu gmin w departamencie. W 2012 roku gmina liczyła 25 201 mieszkańców.
Gmina jak na warunki Gwatemali jest mała, a jej powierzchnia obejmuje 28 km². Mieszkańcy gminy utrzymują się głównie z rolnictwa, drobnego przetwórstwa oraz rzemiosła artystycznego.